# Singapura (Kota Agung)
Singapura is een bestuurslaag in het regentschap Lahat van de provincie Zuid-Sumatra, Indonesië. Singapura telt 793 inwoners (volkstelling 2010).